# Județul Vas
Vas este un județ din Ungaria.

## Structura administrativă

### Municipii
- Szombathely reședința de județ

### Orașe
(2001)
- Sárvár (15.651)
- Körmend (12.616)
- Kőszeg (11.731)
- Celldömölk (11.650)
- Szentgotthárd (9.090)
- Vasvár (4.705)
- Csepreg (3.640)
- Répcelak (2.697)
- Őriszentpéter (1.293)

### Sate
| - Acsád - Alsószölnök - Alsóújlak - Andrásfa - Apátistvánfalva - Bajánsenye - Balogunyom - Bejcgyertyános - Bérbaltavár - Boba - Borgáta - Bozsok - Bozzai - Bögöt - Bögöte - Bő - Bucsu - Bük - Cák - Chernelházadamonya - Csákánydoroszló - Csánig - Csehi - Csehimindszent - Csempeszkopács - Csénye - Csipkerek - Csönge - Csörötnek - Daraboshegy - Dozmat - Döbörhegy - Döröske - Duka - Egervölgy | - Egyházashetye - Egyházashollós - Egyházasrádóc - Felsőcsatár - Felsőjánosfa - Felsőmarác - Felsőszölnök - Gasztony - Gencsapáti - Gersekarát - Gérce - Gór - Gyanógeregye - Gyöngyösfalu - Győrvár - Halastó - Halogy - Harasztifalu - Hegyfalu - Hegyháthodász - Hegyhátsál - Hegyhátszentjakab - Hegyhátszentmárton - Hegyhátszentpéter - Horvátlövő - Horvátzsidány - Hosszúpereszteg - Ikervár - Iklanberény - Ispánk - Ivánc - Ják - Jákfa - Jánosháza - Karakó | - Katafa - Káld - Kám - Keléd - Kemeneskápolna - Kemenesmagasi - Kemenesmihályfa - Kemenespálfa - Kemenessömjén - Kemenesszentmárton - Kemestaródfa - Kenéz - Kenyeri - Kercaszomor - Kerkáskápolna - Kétvölgy - Kisrákos - Kissomlyó - Kisunyom - Kiszsidány - Kondorfa - Köcsk - Kőszegdoroszló - Kőszegpaty - Kőszegszerdahely - Lócs - Lukácsháza - Magyarlak - Magyarmádalja - Magyarszecsőd - Magyarszombatfa - Meggyeskovácsi - Megyehíd - Mersevát - Mesterháza | - Mesteri - Meszlen - Mikosszéplak - Molnaszecsőd - Nagygeresd - Nagykölked - Nagymizdó - Nagyrákos - Nagysimonyi - Nagytilaj - Narda - Nádasd - Nárai - Nemesbőd - Nemescsó - Nemeskeresztúr - Nemeskocs - Nemeskolta - Nemesládony - Nemesmedves - Nemesrempehollós - Nick - Nyőgér - Olaszfa - Orfalu - Ostffyasszonyfa - Oszkó - Ólmod - Ölbő - Őrimagyarósd - Pankasz - Pácsony - Pápoc - Pecöl - Perenye | - Peresznye - Petőmihályfa - Pinkamindszent - Pornóapáti - Porpác - Pósfa - Pusztacsó - Püspökmolnári - Rábagyarmat - Rábahídvég - Rábapaty - Rábatöttös - Rádóckölked - Rátót - Répceszentgyörgy - Rönök - Rum - Sajtoskál - Salköveskút - Sárfimizdó - Sé - Simaság - Sitke - Sorkifalud - Sorkikápolna - Sorokpolány - Sótony - Söpte - Szaknyér - Szakonyfalu - Szalafő - Szarvaskend - Szatta - Szeleste - Szemenye | - Szentpéterfa - Szergény - Szőce - Tanakajd - Táplánszentkereszt - Telekes - Tokorcs - Tompaládony - Tormásliget - Torony - Tömörd - Uraiújfalu - Vasalja - Vasasszonyfa - Vasegerszeg - Vashosszúfalu - Vaskeresztes - Vassurány - Vasszentmihály - Vasszécseny - Vasszilvágy - Vámoscsalád - Vásárosmiske - Vát - Velem - Velemér - Vép - Viszák - Vönöck - Zsennye - Zsédeny |